# Тіпсіно
Ті́псіно (рос. Типсино) — присілок у складі Колпашевського району Томської області, Росія. Входить до складу Новоселовського сільського поселення.

## Населення
Населення — 16 осіб (2010; 19 у 2002).
Національний склад (станом на 2002 рік):
- росіяни — 79 %